# Tescino
Il torrente Tescino è un affluente sinistro del torrente Serra, nel quale si getta presso Terni dopo 16 km di percorso.
Nasce in Umbria, nei pressi della località Colle Commalantro (m 828) ed è spesso asciutto; infatti è possibile vedere apprezzabili portate solo in periodi di piogge intense e prolungate. La vallata in cui scorre è detta Valle del Tescino ed è percorsa dalla Strada statale 3 Via Flaminia, moderno tracciato della Via Flaminia fra Terni e Spoleto.